# Dmitry Lisakovich
Dmitry Lisakovich (tiếng Belarus: Дзмітрый Лісаковіч; tiếng Nga: Дмитрий Лисакович; sinh 10 tháng 10 năm 1999) là một cầu thủ bóng đá Belarus. Tính đến năm 2017, anh thi đấu cho Krumkachy Minsk.
Anh trai của anh, Vitaly Lisakovich cũng là một cầu thủ bóng đá.